# Songbird
Songbird — вільний програвач мультимедіа і браузер, розроблений як open source групою, що відома як Pioneers of the Inevitable (куди входять розробники Winamp і Yahoo! Music Engine), з заявленою місією «to incubate Songbird, the first Web player, to catalyze and champion a diverse, open Media Web.»

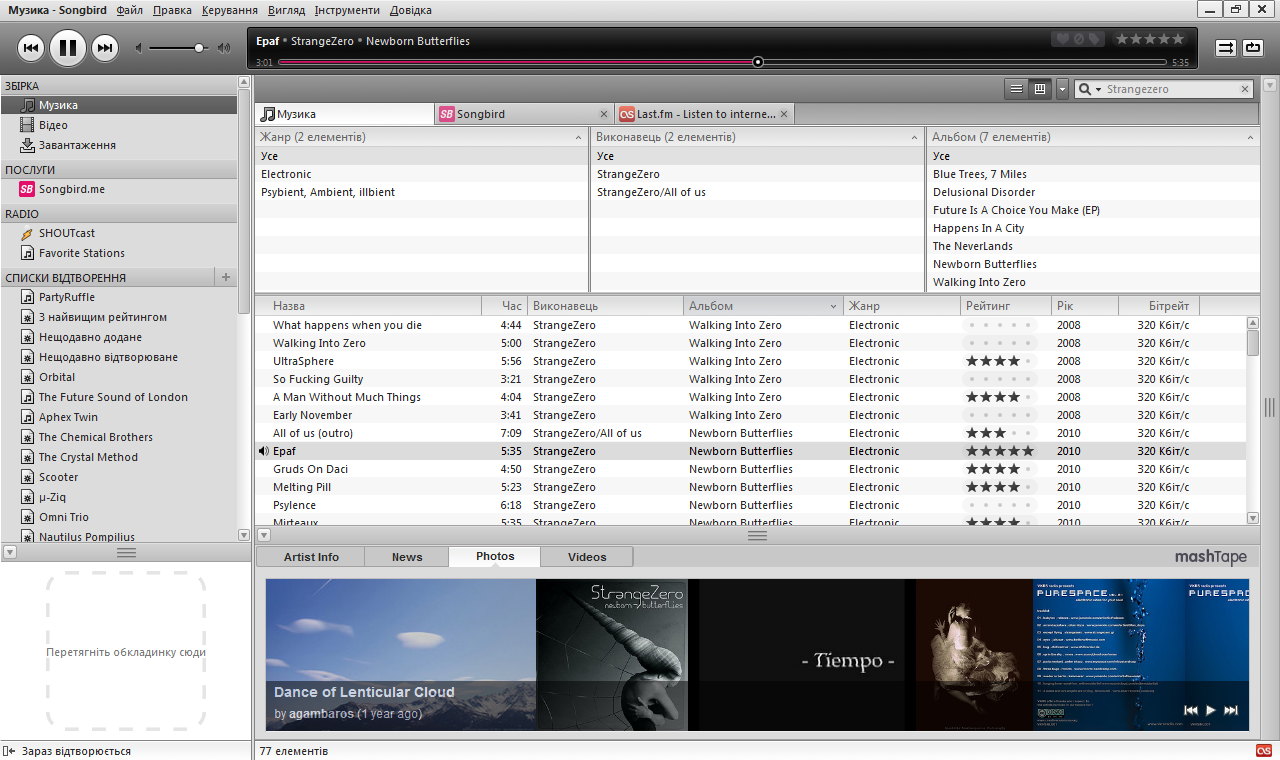
Програвач Songbird 2.0.0 з пір'ям Pink Martini, запущений на Windows 7

Songbird побудований на базі технологій Mozilla і оптимізований для каталогізації та навігації по великих музичних колекціях.  Інтерфейс плеєра заснований на XUL, є підтримка установки додатків у стилі Firefox.  Завдяки інтеграції рушія веббраузера, Songbird забезпечує відмінні можливість пошуку музики в мережі та інтеграції з музичними вебсервісами та соціальними мережами. 
З особливостей Songbird можна відзначити: систему динамічних списків відтворення; десятисмуговий еквалайзер; можливість автоматичного оновлення програми, підтримку зміни зовнішнього вигляду через теми (так звані пір'я); потужні засоби для імпорту файлів з локального диска музичними колекціями, з можливістю розбиття даних на розділи (за авторами, жанрами тощо), пошуку і сортування. 
У квітні 2010 року команда розробників Songbird припинила офіційну підтримку платформи Linux (неофіційні пакунки деякий час по-колишньому збиралися ентузіастами), сфокусувавши увагу на підтримці MacOS X і Windows. Проте в рамках проекту Nightingale було створено орієнтований на платформу Linux форк Songbird.
14 червня 2013 року Pioneers of the Inevitable оголосила про припинення бізнес-операцій, згортання подальшої розробки Songbird та підтримки пов'язаних сервісів. Користувачам Songbird запропоновано перейти до використання вільного медіа-програвача Nightingale, що побудований на базі програмного коду Songbird.

## Виноски
1. ↑  About. Архів оригіналу за 14 вересня 2008. Процитовано 3 грудня 2008. {{cite web}}: Текст «Songbirdnest.com» проігноровано (довідка)
2. ↑  You gotta know when to fold ‘em. Архів оригіналу за 18 червня 2013. Процитовано 20 липня 2013.

## Дивись також
- Nightingale